# 824

## Události
- 8. května byl po smrti papeže Paschala I. zvolen jeho nástupce Evžen II.
- ? vznikl Krétský emirát

## Úmrtí
- 11. února papež Paschal I.
- 5. srpna Heizei, japonský císař v letech 806 až 809

## Hlavy států

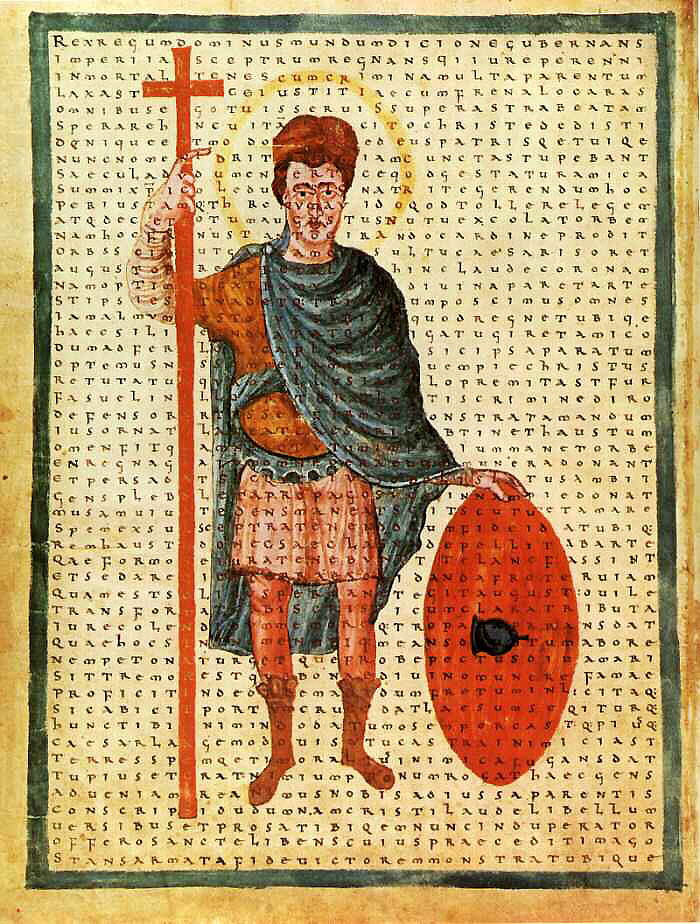
Ludvík I. Pobožný

- Papež – Paschal I. (817–824) – Evžen II. (824–827)
- Anglie
  - Wessex – Egbert (802–839)
  - Essex – Sigered
- Franská říše – Ludvík I. Pobožný (814–840) + Lothar I. Franský (817–840)
- Bulharská říše – Omurtag (836–852)
- Byzantská říše – Michael II. Amorijský (820–829)
- Benátská republika – Angelo Participazio (811–827)
- Abbásovský chalífát – al-Ma'mún (813–833)
- Japonské císařství – Džunna (823–833)
- turské království – Alfonso II. (791–842)
- Svatá říše římská – Ludvík I. Pobožný + Lothar I. Franský